# Seznam produktů firmy Nokia
Seznam produktů firmy Nokia obsahuje neúplný seznam výrobků této firmy.

## Mobilní telefony

### Mobira/Nokia série (1982–1990)
- Mobira Senator
- Nokia Actionman
- Nokia Actionman II
- Nokia Talkman 320F
- Nokia Talkman 520
- Nokia Talkman 620
- Nokia Mobira Talkman
- Mobira Talkman 450
- Mobira Talkman 900
- Nokia Talkman 510
- Nokia Cityman 100
- Nokia Cityman 190
- Mobira Cityman 150
- SIP/Nokia Cityman 300
- Mobira Cityman 900
- Mobira/Nokia Cityman 1320

### Prvotní série (1992–1999)
- Nokia 232
- Nokia 252
- Nokia 282
- Nokia 636
- Nokia 638
- Nokia 640
- Nokia 650
- Nokia 810
- Nokia 909
- Nokia 918
- Nokia 1000
- Nokia 1011
- Nokia Ringo

### Čtyřčíselné série (1994–2010, 2017)

#### Nokia 1xxx – Ultrabasic (1996–2010)
- Nokia 1006
- Nokia 1100
- Nokia 1101
- Nokia 1108
- Nokia 1110
- Nokia 1110i
- Nokia 1112
- Nokia 1200
- Nokia 1202
- Nokia 1203
- Nokia 1208
- Nokia 1209
- Nokia 1220

#### Nokia 2xxx – Basic (1994–2010)
- Nokia 2010
- Nokia 2100
- Nokia 2110
- Nokia 2110i
- Nokia 2112
- Nokia 2115
- Nokia 2115i
- Nokia 2116i
- Nokia 2118
- Nokia 2120/2120 plus
- Nokia 2125i
- Nokia 2126i
- Nokia 2128i
- Nokia 2160
- Nokia 2160i
- Nokia 2168
- Nokia 2170
- Nokia 2180
- Nokia 2190
- Nokia 2220
- Nokia 2220 slide
- Nokia 2255
- Nokia 2260
- Nokia 2270
- Nokia 2272
- Nokia 2280
- Nokia 2285
- Nokia 2300
- Nokia 2310
- Nokia 2323 classic
- Nokia 2330 classic
- Nokia 2366i
- Nokia 2600
- Nokia 2600 classic
- Nokia 2610
- Nokia 2626
- Nokia 2630
- Nokia 2650
- Nokia 2651
- Nokia 2652
- Nokia 2660
- Nokia 2680 slide
- Nokia 2690
- Nokia 2700 classic
- Nokia 2710
- Nokia 2720 fold
- Nokia 2730 classic
- Nokia 2760
- Nokia 2855i
- Nokia D.I.N.O

#### Nokia 3xxx – Expression (1997–2009, 2017)
- Nokia 3100
- Nokia 3105
- Nokia 3108
- Nokia 3109 classic
- Nokia 3110
- Nokia 3110 classic
- Nokia 3110 Evolve
- Nokia 3120
- Nokia 3120 classic
- Nokia 3125
- Nokia 3128
- Nokia 3152
- Nokia 3155
- Nokia 3200
- Nokia 3205
- Nokia 3208 classic
- Nokia 3210
- Nokia 3220
- Nokia 3230
- Nokia 3250
- Nokia 3280
- Nokia 3285
- Nokia 3300
- Nokia 3310
- Nokia 3310 (2017)
- Nokia 3315
- Nokia 3320
- Nokia 3330
- Nokia 3350
- Nokia 3360
- Nokia 3390
- Nokia 3395
- Nokia 3410
- Nokia 3500 classic
- Nokia 3510
- Nokia 3510i
- Nokia 3520
- Nokia 3530
- Nokia 3560
- Nokia 3555
- Nokia 3570
- Nokia 3585
- Nokia 3585i
- Nokia 3586i
- Nokia 3587i
- Nokia 3588i
- Nokia 3589i
- Nokia 3590
- Nokia 3595
- Nokia 3600
- Nokia 3600 slide
- Nokia 3606
- Nokia 3610
- Nokia 3620
- Nokia 3650
- Nokia 3660
- Nokia 3720 classic
- Nokia 3806
- Nokia 3810

#### Nokia 5xxx – Active (1998–2010)
- Nokia 5000
- Nokia 5030 XpressRadio
- Nokia 5070
- Nokia 5100
- Nokia 5110
- Nokia 5120
- Nokia 5125
- Nokia 5130
- Nokia 5130 XpressMusic
- Nokia 5140
- Nokia 5140i
- Nokia 5160
- Nokia 5165
- Nokia 5170
- Nokia 5170i
- Nokia 5180iP
- Nokia 5185i
- Nokia 5190
- Nokia 5200 XpressMusic
- Nokia 5210
- Nokia 5220 XpressMusic
- Nokia 5230
- Nokia 5233
- Nokia 5250
- Nokia 5310 XpressMusic
- Nokia 5320 XpressMusic
- Nokia 5330 Mobile TV Edition
- Nokia 5500
- Nokia 5510
- Nokia 5530 XpressMusic
- Nokia 5610 XpressMusic
- Nokia 5630 XpressMusic
- Nokia 5700 XpressMusic
- Nokia 5730 XpressMusic
- Nokia 5800 XpressMusic

#### Nokia 6xxx – Classic Business (1997–2010)
- Nokia 6010
- Nokia 6011i
- Nokia 6012
- Nokia 6015
- Nokia 6015i
- Nokia 6016i
- Nokia 6019i
- Nokia 6020
- Nokia 6021
- Nokia 6030
- Nokia 6060
- Nokia 6070
- Nokia 6085
- Nokia 6086
- Nokia 6090 (car phone)
- Nokia 6100
- Nokia 6101
- Nokia 6102
- Nokia 6102i
- Nokia 6103
- Nokia 6108
- Nokia 6110
- Nokia 6110 Navigator
- Nokia 6111
- Nokia 6120
- Nokia 6120 Classic
- Nokia 6121 Classic
- Nokia 6122 Classic
- Nokia 6125
- Nokia 6126
- Nokia 6130
- Nokia 6131
- Nokia 6133
- Nokia 6136
- Nokia 6138
- Nokia 6162
- Nokia 6150
- Nokia 6151
- Nokia 6155
- Nokia 6155i
- Nokia 6160
- Nokia 6165i
- Nokia 6170
- Nokia 6185
- Nokia 6190
- Nokia 6200
- Nokia 6210
- Nokia 6210 Navigator
- Nokia 6215i
- Nokia 6216 classic
- Nokia 6220
- Nokia 6220 classic
- Nokia 6223
- Nokia 6225
- Nokia 6230
- Nokia 6230i
- Nokia 6233
- Nokia 6234
- Nokia 6235/6236
- Nokia 6235i/6236i
- Nokia 6250
- Nokia 6255i
- Nokia 6256i
- Nokia 6260
- Nokia 6260 Slide
- Nokia 6263
- Nokia 6265
- Nokia 6267
- Nokia 6270
- Nokia 6275i
- Nokia 6280
- Nokia 6288
- Nokia 6290
- Nokia 6300
- Nokia 6303 Classic
- Nokia 6300i
- Nokia 6301
- Nokia 6310
- Nokia 6310i
- Nokia 6315i
- Nokia 6340
- Nokia 6340i
- Nokia 6350
- Nokia 6360
- Nokia 6370
- Nokia 6385
- Nokia 6500
- Nokia 6500 classic
- Nokia 6500 slide
- Nokia 6510
- Nokia 6555
- Nokia 6560
- Nokia 6585
- Nokia 6590
- Nokia 6590i
- Nokia 6600
- Nokia 6600 fold
- Nokia 6600 slide
- Nokia 6600i slide
- Nokia 6610
- Nokia 6610i
- Nokia 6620
- Nokia 6630
- Nokia 6638
- Nokia 6650
- Nokia 6650 fold
- Nokia 6651
- Nokia 6670
- Nokia 6700 classic
- Nokia 6700 slide
- Nokia 6710 Navigator
- Nokia 6720
- Nokia 6730
- Nokia 6750 Mural
- Nokia 6760 slide
- Nokia 6680
- Nokia 6681
- Nokia 6682
- Nokia 6800
- Nokia 6810
- Nokia 6820
- Nokia 6822

#### Nokia 7xxx – Fashion and Experimental (1999–2010)
- Nokia 7070
- Nokia 7100 Supernova
- Nokia 7110
- Nokia 7160
- Nokia 7190
- Nokia 7200
- Nokia 7210
- Nokia 7210 Supernova
- Nokia 7230
- Nokia 7250
- Nokia 7250i
- Nokia 7260
- Nokia 7270
- Nokia 7280
- Nokia 7310 Supernova
- Nokia 7360
- Nokia 7370
- Nokia 7373
- Nokia 7380
- Nokia 7390
- Nokia 7500 Prism
- Nokia 7510 Supernova
- Nokia 7600
- Nokia 7610
- Nokia 7610 Supernova
- Nokia 7650
- Nokia 7700
- Nokia 7705 Twist
- Nokia 7710
- Nokia 7900 Prism
- Nokia 7900 Crystal Prism

#### Nokia 8xxx – Premium (1996–2007)
- Nokia 8110
- Nokia 8148
- Nokia 8210
- Nokia 8250
- Nokia 8260
- Nokia 8265
- Nokia 8265i
- Nokia 8270
- Nokia 8280
- Nokia 8290
- Nokia 8310
- Nokia 8390
- Nokia 8600
- Nokia 8800
- Nokia 8801
- Nokia 8810
- Nokia 8850
- Nokia 8855
- Nokia 8860
- Nokia 8890
- Nokia 8910
- Nokia 8910i

#### Nokia 9xxx – Communicator (1996–2007)
- Nokia 9000 Communicator
- Nokia 9000i Communicator
- Nokia 9000iL Communicator
- Nokia 9110 Communicator
- Nokia 9110i Communicator
- Nokia 9210 Communicator
- Nokia 9210i Communicator
- Nokia 9290 Communicator
- Nokia 9300
- Nokia 9300i
- Nokia 9500 Communicator
- Nokia E90 Communicator

### Písmenné série: C/E/N/X (2005–2011)

#### Cseries (2010–2011)
- Nokia C1-01
- Nokia C1-02
- Nokia C2-00
- Nokia C2-01
- Nokia C2-02
- Nokia C2-03
- Nokia C2-05
- Nokia C2-06
- Nokia C3-00
- Nokia C3-01
- Nokia C3-01 Gold Edition (Touch and Type)
- Nokia C5-00
- Nokia C5-03
- Nokia C6-00
- Nokia C6-01
- Nokia C7-00

#### Xseries (2009–2011)
- Nokia X1-00
- Nokia X1-01
- Nokia X2-00
- Nokia X2-01
- Nokia X2-02
- Nokia X3-00
- Nokia X3-02 (Touch and Type)
- Nokia X5-00
- Nokia X5-01
- Nokia X6-00
- Nokia X7-00

### Tříčíselná série telefonů Symbian (2011–2012)
- Nokia 500
- Nokia 600
- Nokia 603
- Nokia 700
- Nokia 701
- Nokia 808 PureView

### Jmenné série: Asha/Lumia/X (2011–2014)

#### X Family (2014)
- Nokia X
- Nokia X+
- Nokia XL
- Nokia X2
- Nokia XL 4G

### Tříčíselná série tlačítkových mobilů (2011–)
- Nokia 100
- Nokia 101
- Nokia 103
- Nokia 105
- Nokia 105 (2015)
- Nokia 105 (2017)
- Nokia 106
- Nokia 107
- Nokia 108
- Nokia 109
- Nokia 110
- Nokia 110 (2019)
- Nokia 111
- Nokia 112
- Nokia 113
- Nokia 114
- Nokia 130
- Nokia 130 (2017)
- Nokia 150
- Nokia 206
- Nokia 207
- Nokia 208
- Nokia 215
- Nokia 216
- Nokia 220
- Nokia 222
- Nokia 225
- Nokia 230
- Nokia 301
- Nokia 515

### Ostatní telefony

#### N-Gage – Herní řada (2003–2004)
- N-Gage
- N-Gage QD

#### Koncepty
- Nokia Morph

## Internetové tablety
- Nokia 770 Internet Tablet
- Nokia N800 Internet Tablet
- Nokia N810 Internet Tablet
- Nokia N810 WiMAX Edition

## Notebooky
- Nokia Booklet 3G